# 航城站
航城站（福州話：/houŋ˥˥ niaŋ˥˧/）位于中华人民共和国福建省福州市长乐区316国道、吴航路与爱心路交叉口，为福州地铁6号线的地铁车站，于2022年8月28日启用。

## 车站结构
航城站为地下二层岛式车站，车站净宽18.3米，净长200米，总建筑面积11192.76平方米，沿316国道与吴航路呈东西向布置。
| 地面层   | 出入口                               |  | 出入口               |
| 地下一层 | 站厅                                 |  | 票务服务、自动售票机 |
| 地下二层 | 1                                    |  | 6号线 往潘墩（营前） |
| 地下二层 | 岛式站台，列车运行方向左侧的车门开启 |  |                      |
| 地下二层 | 2                                    |  | 6号线 往万寿（郑和） |

### 出入口与周边
航城站目前开放3个出入口，其中无障碍电梯、卫生间与母婴室均位于D出入口。
| 航城站出入口信息            | 航城站出入口信息 | 航城站出入口信息 | 航城站出入口信息     |
| --------------------------- | ---------------- | ---------------- | -------------------- |
|                             |                  |                  |                      |
| 编号                        | 设施             | 位置             | 接驳交通             |
| 出口 · A                    |                  | 车站东北口       | 地铁航城站、万星广场 |
| 出口 · C                    |                  | 车站西南口       | 香江国际             |
| 出口 · D                    |                  | 车站东南口       | 地铁航城站、香江国际 |
| 注： 设有电梯 \| 设有卫生间 |                  |                  |                      |

## 历史
- 2017年2月6日，中铁八局集团有限公司城市轨道交通分公司福州地铁6号线项目部会议室，项目总工徐超正在和技术干部们在每天的技术总结分析会上激烈讨论本站钻孔桩的施工问题[4]。
- 2017年4月27日，本站顺利达到恢复十字路口交通的条件[5]。
- 2017年11月24日，本站基坑试爆圆满成功[6]。
- 2018年7月18日，本站主体结构正式封顶[1]。
- 2018年9月29日，本站至营前站矿山法区间开挖条件顺利通过验收[7]。
- 2018年10月1日，本站工地举行“庆祝中华人民共和国成立69周年”升国旗仪式[7]。
- 2019年4月3日，本站至营前站区间矿山法隧道左线顺利贯通[8]。
- 2019年6月10日，本站至营前站高架区间桥梁主体工程顺利完成，标志着该区间顺利贯通[9]。同日，本站至营前站区间矿山法隧道左线顺利贯通[10]。
- 2019年9月19日，本站至营前站区间矿山法隧道左线主体结构顺利通过验收[11]。
- 2019年11月30日，本站至营前站区间矿山法隧道二衬施工全部完成[12]。
- 2020年4月11日，本站站台板最后一段导流墙混凝土浇筑完成[13]。同日，本站附属D出入口430根SMW工法桩及地基加固全部施工完成[3]。
- 2020年10月1日，本站附属结构顺利封顶[14]。
- 2021年2月23日，本站主体及附属土建工程及本站至营前站区间土建工程顺利通过子单位工程及单位工程验收[15]。
- 2022年8月26日，本站首次对外开放试乘[16]。
- 2022年8月28日，本站正式启用[17]。